# 14 avril en sport
14 mars 14 mai
Chronologies thématiques
- Croisades
- Ferroviaires
- Disney

Le 14 avril (104e jour de l'année ou 105e en cas d'année bissextile) en sport.

## Événements

### XIXesiècle
- 1841 :
  - (Aviron) : Cambridge remporte The Boat Race[1].

### XXesièclede1901à1950
- 1907 :
  - (Cyclisme) : le Français Lucien Petit-Breton remporte la 1re édition de la course cycliste Milan-San Remo, devant son compatriote Gustave Garrigou à 35 s. et l'Italien Giovanni Gerbi dans le même temps.
- 1912 :
  - (Football) : fondation du club brésilien du Santos FC.
- 1929 :
  - (Compétition automobile) : première édition du Grand Prix de Monaco remportée par le Britannique William Grover-Williams sur une Bugatti Type 35.

### XXesièclede1951à2000
- 1969 :
  - (Baseball) : les Expos de Montréal jouent le premier match local de leur histoire et l'emportent 8-7 sur les Cardinals de Saint-Louis au Stade Jarry de Montréal.

### XXIesiècle
- 2002 :
  - (Compétition automobile/Formule 1) : au Grand Prix de Saint-Marin, Michael Schumacher (Ferrari) remporte la 56e victoire de sa carrière en s'imposant, sur le circuit Dino et Enzo Ferrari à Imola, devant son coéquipier brésilien Rubens Barrichello et son frère Ralf (Williams-BMW).
- 2012 :
  - (Football / Coupe de la Ligue française) : grâce à un but de Brandão inscrit en première période de la prolongation, l'Olympique de Marseille remporte la troisième Coupe de la Ligue de son histoire en battant en finale l'Olympique lyonnais sur le score de 1-0[2].
- 2013 :
  - (Compétition automobile/Formule 1) : au Grand Prix automobile de Chine, victoire de Fernando Alonso sur Ferrari.
  - (Cyclisme) : victoire du tchèque Roman Kreuziger sur la course l'Amstel Gold Race.
- 2014 :
  - (Natation) : retraité à l'issue des JO de Londres 2012, durant lesquels il avait porté à dix-huit son nombre de médailles d'or olympiques, le nageur américain Michael Phelps annonce son retour à la compétition dans dix jours.
- 2019 :
  - (Athlétisme /Marathon de Paris) : chez les hommes, c'est l'éthiopien Abrha Milaw qui s'impose au Marathon de Paris avec un temps de 2 h 07 min 05 s et chez les femmes c'est sa compatriote Gelete Burka qui gagne avec un temps de 2 h 22 min 48 s[3].
  - (Compétition automobile/Formule 1) : au Grand Prix automobile de Chine qui se dispute sur le Circuit international de Shanghai, qui marque un cap important dans l'histoire de la Formule 1, puisque cette course est la 1000e du championnat depuis sa première édition en 1950 et c'est la 75e victoire du Britannique Lewis Hamilton. Il devance le Finlandais Valtteri Bottas et l'Allemand Sebastian Vettel.
  - (Cyclisme sur route /Classiques flandriennes) : sur la 117e édition de Paris-Roubaix, victoire du Belge Philippe Gilbert qui devance l'Allemand Nils Politt et son compatriote Yves Lampaert.
  - (Golf /Grand Chelem) : onze ans après sa dernière victoire dans un tournoi du Grand Chelem, Tiger Woods renoue avec le succès au Masters qui se déroule à Augusta. L’Américain qui remporte son 15e tournoi majeur, enfile une 5e veste verte.
  - Le LOSC Lille bat le Paris-Saint-Germain 5-1 en ligue 1.

## Naissances

### XIXesiècle
- 1867 :
  - Sammy Woods, joueur de cricket et joueur de rugby à XV anglais. (6 sélections en test cricket et 13 sélections avec l'Équipe d'Angleterre de rugby à XV). († 30 avril 1931).
- 1868 :
  - John Sutcliffe, footballeur et joueur de rugby à XV anglais. (5 sélections avec l'Équipe d'Angleterre de football et 1 avec l'Équipe d'Angleterre de rugby à XV. († 7 juillet 1947).
- 1871 :
  - Henri Fournier, pilote automobile, coureur cycliste, pilote de vitesse moto et aviateur français. († 18 décembre 1919).
- 1879 :
  - Adolf Bergman, tireur à la corde suédois. Champion olympique aux Jeux de Stockholm 1912. († 14 mai 1926).
- 1883 :
  - Louis Bach, footballeur français. Médaillé d'argent aux Jeux de Paris 1900. († 16 septembre 1914).
- 1891 :
  - Otto Lasanen, lutteur finlandais. Médaillé de bronze des poids plume aux Jeux de Stockholm 1912. († 25 juillet 1958).

### XXesièclede1901à1950
- 1902 :
  - Sylvio Mantha, hockeyeur sur glace puis entraîneur canadien. († 7 août 1974).
- 1903 :
  - Ruth Svedberg, athlète de lancers suédoise. Médaillée de bronze du disque aux Jeux d'Amsterdam 1928. († 27 juillet 2002).
- 1905 :
  - Georg Lammers, athlète de sprint allemand. Médaillé d'argent du relais 4 × 100 m et de bronze du 100 m aux Jeux d'Amsterdam 1928. († 17 mars 1987).
- 1910 : 
  - Stanisław Kowalski, sprinteur polonais († 5 avril 2022).
- 1917 :
  - Marvin Miller, syndicaliste du basket-ball américain. Premier Président de l'MLBPA. († 27 novembre 2012).
- 1920 :
  - Schubert Gambetta, footballeur uruguayen. Champion du monde de football 1950. Vainqueur de la Copa América 1942. (36 sélections en équipe nationale). († 9 août 1991).
- 1933 :
  - Esteban Areta, footballeur puis entraîneur espagnol. (1 sélection en équipe nationale). († 9 juillet 2007).
  - Paddy Hopkirk, pilote de rallyes automobile britannique. († 21 juillet 2022).
- 1941 :
  - Pete Rose, joueur de baseball américain. († 30 septembre 2024).
- 1942 :
  - Valeriy Brumel, athlète de sauts soviétique puis russe. Médaillé d'argent de la hauteur aux Jeux de Rome 1960 puis champion olympique de la hauteur aux Jeux de Tokyo 1964. Champion d'Europe d'athlétisme de la hauteur 1962. († 26 janvier 2003).
- 1943 :
  - Toine Hezemans, pilote de courses automobile d'endurance néerlandais.

### XXesièclede1951à2000
- 1953 :
  - John Ayers, joueur américain de football américain. Vainqueur des XVI et XIX Super Bowl avec les 49ers de San Francisco. († 2 octobre 1995).
  - Luciano Caravani, athlète italien spécialiste du sprint.
- 1954 :
  - Éric Bedouet, footballeur puis entraîneur français.
  - László Fekete, footballeur hongrois. (21 sélections en équipe nationale). († 4 mars 2014).
  - Janina Korowicka, patineuse de vitesse polonaise.
  - Włodzimierz Mazur, footballeur polonais. (23 sélections en équipe nationale). († 1er décembre 1988).
  - Tricia Smith, rameuse d'aviron canadienne. Médaillée d'argent en deux sans barreur lors des Jeux olympiques d'été de 1984 et présidente du Comité olympique canadien depuis 2015.
  - Park Young-chul, judoka sud-coréen. Médaillé de bronze des moins de 80 kg aux Jeux olympiques d'été de 1976.
- 1960 :
  - Mike Newton, pilote de courses automobile britannique.
- 1962 :
  - Guillaume Leblanc, athlète de marches canadien. Médaillé d'argent du 20 km marches aux Jeux de Barcelone 1992.
- 1966 :
  - David Justice, joueur de baseball américain.
  - Greg Maddux, joueur de baseball américain.
- 1967 :
  - Steve Chiasson, hockeyeur sur glace canadien. († 3 mai 1999).
  - Alain Côté, hockeyeur sur glace canadien.
- 1970 :
  - Richard Sainct, pilote de rallye-raid moto français. Vainqueur des Rallye Dakar 1999, 2000 et 2003. († 29 septembre 2004).
  - Jan Siemerink, joueur de tennis néerlandais.
- 1971 :
  - Miguel Calero, footballeur colombien. Vainqueur de la Copa América 2001. Vainqueur des Ligue des champions 2002, 2007, 2008 et 2010. (51 sélections en équipe nationale). († 4 décembre 2012).
  - Carlos Pérez, joueur de baseball dominicain.
  - Gregg Zaun, joueur de baseball américain.
- 1972 :
  - Pascal Rambeau, régatier français. Médaillé de bronze en star aux Jeux d'Athènes 2004. Champion du monde de voile en star 2003 et 2005.
- 1973 :
  - Íñigo Chaurreau, cycliste sur route espagnol.
  - Johannes van Overbeek, pilote de courses automobile d'endurance américain.
- 1975 :
  - Frank Banham, hockeyeur sur glace canadien puis hongrois.
- 1977 :
  - Billy Twomey, cavalier de saut d’obstacles irlandais.
- 1979 :
  - Mathieu Schiller, bodyboarder français. († 19 septembre 2011).
- 1982 :
  - Yekaterina Abramova, patineuse de vitesse russe. Médaillée de bronze de la poursuite par équipe aux Jeux de Turin 2006.
  - Mauro Cetto, footballeur argentin. Vainqueur de la Copa Libertadores 2014.
  - Caryn Davies, rameuse d'aviron américaine. Médaillée d'argent du huit aux Jeux d'Athènes 2004 puis championne olympique aux Jeux de Pékin 2008 et aux Jeux de Londres 2012. Championne du monde d'aviron du huit 2002, 2003, 2006 et 2007.
  - Cyrille Merville, footballeur français.
  - Damien Nash, joueur de foot U.S. américain. († 24 février 2007).
- 1983 :
  - E. J. Harnden, curleur canadien. Champion olympique aux Jeux de Sotchi 2014.
- 1984 :
  - Charles Hamelin, patineur de vitesse canadien. Médaillé d'argent du relais 5 000 m aux Jeux de Turin 2006, champion olympique du 500 m et du relais 5 000 m aux Jeux de Vancouver 2010 puis champion olympique du 1 500 m aux Jeux de Sotchi 2014. Champion du monde de patinage de vitesse sur piste courte du 5 000 m relais 2005, 2011, 2012 et 2013, champion du monde de patinage de vitesse sur piste courte du 3 000 m et du 5 000 m relais 2006, champion du monde de patinage de vitesse sur piste courte 500 m 2007 et 2009, champion du monde de patinage de vitesse sur piste courte du 1 500 m 2014 et 2016.
- 1985 :
  - Grant Clitsome, hockeyeur sur glace canadien.
  - Olena Kostevych, tireuse ukrainienne. Championne olympique du pistolet à 10m aux Jeux d'Athènes 2004 et médaillée de bronze du pistolet à 10m et  du pistolet à 25m aux Jeux de Londres 2012. Championne du monde de tir du pistolet à 10m 2002 et du pistolet à 25m 2018. Championne d'Europe de tir du pistolet à 10m 2015 et 2016 puis  du pistolet en double mixte 2019.
- 1986 :
  - Josselin Ouanna, joueur de tennis français.
- 1987 :
  - Jennifer Digbeu, basketteuse française. Médaillée d'argent aux Jeux de Londres 2012. Médaillée de bronze au Mondial de basket-ball féminin 2011. (79 sélections en équipe de France).
  - Daniele Magro, basketteur italien. (1 sélection en équipe nationale).
- 1988 :
  - Roberto Bautista-Agut, joueur de tennis espagnol.
  - Eric Gryba, hockeyeur sur glace canadien.
  - Solène Jambaqué, skieuse handisport française. Championne olympique de la descente et du super-G, médaillée d'argent du slalom et médaillée de bronze du slalom géant aux Jeux de Turin 2006, médaillée d'argent de la descente et du super-combiné aux Jeux de Vancouver 2010 puis médaillée d'argent du super-G et médaillée de bronze du slalom géant aux Jeux de Sotchi 2014.
  - Anthony Modeste, footballeur français.
- 1989 :
  - Dominik Paris, skieur alpin italien. Champion du monde de ski alpin du super-G 2019.
- 1990 :
  - Aaron Broussard, basketteur américain.
  - Siarheï Drozd, hockeyeur sur glace biélorusse.
  - Arianna Fontana, patineuse de short-track italienne. Médaillée de bronze en relais sur 3000 m aux Jeux de Turin 2006, du 500 m aux Jeux de Vancouver 2010 puis médaillée d'argent du 500 m, médaillée de bronze du 1 500 m et du relais 3 000 m aux Jeux de Sotchi 2014.
  - Soufian Idir, handballeur marocain.
- 1991 :
  - Pedro Causil, patineur de vitesse colombien. Champion du monde de roller de vitesse à 13 reprises.
  - Martín Montoya, footballeur espagnol. Vainqueur de la Ligue des champions 2015.
- 1992 :
  - Serhiy Frolov, nageur ukrainien.
- 1994 :
  - Pauline Ranvier, fleurettiste française. Médaillée de bronze par équipes aux CM d'escrime 2015 et 2016. Médaillée de bronze par équipes aux CE d'escrime 2015 et 2016.
- 1995 :
  - Axel Bouteille, basketteur français.
- 1996 :
  - Oriane Ondono, handballeuse française.
- 1998 :
  - Altay Bayındır, footballeur turc. (1 sélection en équipe nationale).
  - Ian Garrison, cycliste sur route américain.
- 1999 :
  - Mattéo Guendouzi, footballeur français.
- 2000 :
  - Denis Bušnja, footballeur croate.

### XXIesiècle
- 2001 :
  - Jalen Williams, basketteur américain.
- 2006 :
  - Michael Hage, hockeyeur sur glace canadien.

## Décès

### XIXesiècle
- 1897 :
  - Émile Levassor, 54 ans, ingénieur, pilote de courses automobile et homme d'affaires français. (° 21 janvier 1843).

### XXesièclede1901à1950
- 1911 :
  - Addie Joss, 31 ans, joueur de baseball américain. (° 12 avril 1880).
- 1922 :
  - Cap Anson, 69 ans, joueur de baseball américain. (° 17 avril 1852).
- 1925 :
  - Léon Thome, 67 ans, cavalier d'attelage français. Médaillé d'argent aux Jeux de Paris 1900. (° 15 juillet 1857).

### XXesièclede1951à2000
- 1956 :
  - Joseph Clark, 94 ans, joueur de tennis américain. (° 30 novembre 1861).
- 1963 :
  - Eric Carlberg, 83 ans, tireur suédois. Médaillé d'argent à la petite carabine par équipes aux Jeux de Londres 1908 et champion olympique du pistolet à 30 m par équipes et de la petite carabine à 25 m par équipes, médaillé d'argent du pistolet à 50 m par équipes, et de la petite carabine à 50 m par équipes aux Jeux de Stockholm 1912. (° 5 avril 1880).
- 1973 :
  - Oliver MacDonald, 69 ans, athlète de sprint américain. Champion olympique du relais 4 × 400 m aux Jeux de Paris 1924. (° 20 février 1904).

### XXIesiècle
- 2009 :
  - André Moulon, 73 ans, footballeur puis entraîneur français. (° 10 août 1935).
- 2012 :
  - Émile Bouchard, 92 ans, joueur de hockey sur glace canadien. Vainqueur de la Coupe Stanley en 1944, 1946, 1953 et 1956. (° 4 septembre 1919).
  - Piermario Morosini, 25 ans, footballeur italien. (° 5 juillet 1986).
- 2014 :
  - Pierre Thiolon, 87 ans, joueur de basket-ball français. Médaillé d'argent aux Jeux olympiques d'été de 1948 et de bronze lors du Championnat d'Europe de 1951. (35 sélections en équipe nationale). (° 17 janvier 1927).
- 2015 :
  - Jacques Van Cappelen, 88 ans, footballeur puis entraîneur français. (° 18 avril 1926).
  - Jacques Vernier, 91 ans, athlète français spécialiste des courses de fond. (° 21 juillet 1923).
- 2017 :
  - Paul-François de Nadaï, 69 ans, joueur de rugby à XIII français. (30 sélections en équipe nationale). (° 19 avril 1947).
- 2018 :
  - Daedra Charles, 49 ans, joueuse de basket-ball américaine. Médaillée de bronze des Jeux olympiques d'été de 1992 et du Championnat du monde 1994. (° 22 novembre 1968).
  - Hal Greer, 81 ans, joueur de basket-ball américain. Champion NBA en 1967 avec les 76ers de Philadelphie. (° 26 juin 1936).
- 2019 :
  - Abdallah Lamrani, 73 ans, footballeur marocain. (° 1946).
  - John MacLeod, 81 ans, joueur puis entraîneur de basket-ball américain. (° 3 octobre 1937).
  - Dmitri Nabokov, 42 ans, joueur de hockey sur glace russe. (° 4 janvier 1977).